# Salt Lake Garage
Salt Lake Garage (Bitchin' Rides) è un programma televisivo statunitense prodotto da MotorTrend TV e Fischer Productions, trasmesso sul canaleMotor Trend dal 2 settembre 2014. In Italia viene trasmesso dal 2014 prima su DMAX poi su Motor Trend.
Il programma ha avuto dalla prima stagione subito successo ed è attualmente alla sua ottava stagione, diventando anche la serie più popolare di Velocity. Salt Lake Garage può essere visto anche tramite Velocity, ora noto come Motor Trend OnDemand.

## Il programma
In ogni episodio, Kindig e il suo team incontrano un cliente, recensiscono un'auto, creano un design, poi il team smonta e ricostruisce il veicolo per creare un bellissimo capolavoro. I progetti in primo piano includono una Ford Tudor del '33, una Chevrolet Corvette del '57, un'Audi R8 Spyder, una Chevrolet Camaro del '69, un autobus Volkswagen del '62 e un GM Futurliner n.

## Doppiatori italiani
| Doppiatori                                                                   | Nomi          |
| ---------------------------------------------------------------------------- | ------------- |
| Ruggero Andreozzi                                                            | Dave Kindig   |
| Maurizio Merluzzo (St. 1-6)                                                  | Kevin Schiele |
| Andrea Oldani (St. 7)                                                        | Kevin Schiele |
| Gianluca Iacono                                                              | Kris Elmer    |
| Matteo Brusamonti                                                            | Will Lockwood |
| Paolo Sesana                                                                 | Jason Pringle |
| Pietro Ubaldi Natale Ciravolo Riccardo Rovatti Mario Zucca Stefano Albertini | Voci varie    |